# Tebi
Tebi (förkortat Ti) är ett binärt prefix som betyder 240 = 1 099 511 627 776. Prefixet tebi har fått sitt namn av att det ungefär motsvarar SI-prefixet tera (1012 = 1 000 000 000 000).
Binära prefix används främst när man uttycker minnesstorlekar och minnesåtgång i datorer; 240 bytes är en tebibyte (TiB), men kallas ofta slarvigt för en terabyte.